# Canavalia campylocarpa
Canavalia campylocarpa är en ärtväxtart som beskrevs av Charles Vancouver Piper. Canavalia campylocarpa ingår i släktet Canavalia och familjen ärtväxter. Inga underarter finns listade i Catalogue of Life.